# Mirebeau
|  | No s'ha de confondre amb Mirabeau. |

Mirebeau és un municipi francès situat al departament de la Viena i a la regió de la Nova Aquitània. L'any 2007 tenia 2.245 habitants.

## Demografia

### Població
El 2007 la població de fet de Mirebeau era de 2.245 persones. Hi havia 923 famílies de les quals 295 eren unipersonals (118 homes vivint sols i 177 dones vivint soles), 305 parelles sense fills, 230 parelles amb fills i 93 famílies monoparentals amb fills.
La població ha evolucionat segons el següent gràfic:
Habitants censats

### Habitatges
El 2007 hi havia 1.110 habitatges, 954 eren l'habitatge principal de la família, 21 eren segones residències i 134 estaven desocupats. 916 eren cases i 181 eren apartaments. Dels 954 habitatges principals, 561 estaven ocupats pels seus propietaris, 369 estaven llogats i ocupats pels llogaters i 24 estaven cedits a títol gratuït; 23 tenien una cambra, 87 en tenien dues, 177 en tenien tres, 281 en tenien quatre i 387 en tenien cinc o més. 641 habitatges disposaven pel capbaix d'una plaça de pàrquing. A 449 habitatges hi havia un automòbil i a 347 n'hi havia dos o més.

### Piràmide de població
La piràmide de població per edats i sexe el 2009 era:
| Homes | Edats   | Dones |
| ----- | ------- | ----- |
| 0     | 95 o +  | 16    |
| 0     | 90 a 94 | 48    |
| 20    | 85 a 89 | 64    |
| 16    | 80 a 84 | 12    |
| 44    | 75 a 79 | 80    |
| 44    | 70 a 74 | 64    |
| 56    | 65 a 69 | 52    |
| 48    | 60 a 64 | 68    |
| 60    | 55 a 59 | 44    |
| 48    | 50 a 54 | 64    |
| 64    | 45 a 49 | 48    |
| 64    | 40 a 44 | 60    |
| 104   | 35 a 39 | 56    |
| 92    | 30 a 34 | 124   |
| 80    | 25 a 29 | 68    |
| 52    | 20 a 24 | 84    |
| 56    | 15 a 19 | 56    |
| 52    | 10 a 14 | 60    |
| 52    | 5 a 9   | 80    |
| 52    | 0 a 4   | 92    |

## Economia
El 2007 la població en edat de treballar era de 1.322 persones, 945 eren actives i 377 eren inactives. De les 945 persones actives 815 estaven ocupades (447 homes i 368 dones) i 130 estaven aturades (58 homes i 72 dones). De les 377 persones inactives 132 estaven jubilades, 96 estaven estudiant i 149 estaven classificades com a «altres inactius».

### Ingressos
El 2009 a Mirebeau hi havia 955 unitats fiscals que integraven 2.094 persones, la mediana anual d'ingressos fiscals per persona era de 15.238 €.

### Activitats econòmiques
Dels 159 establiments que hi havia el 2007, 3 eren d'empreses extractives, 6 d'empreses alimentàries, 3 d'empreses de fabricació de material elèctric, 3 d'empreses de fabricació d'altres productes industrials, 15 d'empreses de construcció, 37 d'empreses de comerç i reparació d'automòbils, 4 d'empreses de transport, 9 d'empreses d'hostatgeria i restauració, 1 d'una empresa d'informació i comunicació, 17 d'empreses financeres, 9 d'empreses immobiliàries, 11 d'empreses de serveis, 23 d'entitats de l'administració pública i 18 d'empreses classificades com a «altres activitats de serveis».
Dels 49 establiments de servei als particulars que hi havia el 2009, 1 era una oficina d'administració d'Hisenda pública, 1 gendarmeria, 1 oficina de correu, 3 oficines bancàries, 3 funeràries, 4 tallers de reparació d'automòbils i de material agrícola, 1 taller d'inspecció tècnica de vehicles, 1 autoescola, 1 paleta, 2 guixaires pintors, 4 fusteries, 5 lampisteries, 2 electricistes, 8 perruqueries, 1 veterinari, 6 restaurants, 4 agències immobiliàries i 1 tintoreria.
Dels 15 establiments comercials que hi havia el 2009, 2 eren supermercats, 1 una botiga de menys de 120 m², 4 fleques, 2 carnisseries, 1 una sabateria, 1 una botiga de material esportiu, 2 drogueries i 2 floristeries.
L'any 2000 a Mirebeau hi havia 31 explotacions agrícoles que ocupaven un total de 1.199 hectàrees.

## Equipaments sanitaris i escolars
El 2009 hi havia 2 farmàcies i 2 ambulàncies. El 2009 hi havia 1 escola maternal i 2 escoles elementals. Mirebeau disposava d'un col·legi d'educació secundària amb 318 alumnes.

## Poblacions properes
El següent diagrama mostra les poblacions més properes.